# Klaus Kinkel
Klaus Kinkel (Metzingen, 17. prosinca 1936. – Sankt Augustin, 4. ožujka 2019.), njemački odvjetnik i političar, dokancelar Njemačke i ministar vanjskih poslova u Vladi Helmuta Kohla. Obnašao je i dužnosti ministra pravosuđa, predsjednika Federalne obavještajne službe i predsjednika Slobodne demokratske stranke.
Kao ministar vanjskih poslova zalagao se za procesuiranje ratnih zločinaca iz Jugoslavenskih ratova, a na njegov je prijedlog osnovan Međunarodni sud za ratne zločine počinjene na području bivše Jugoslavije.

## Životopis
Rođen je 1936. u mjestu Metzingen u Baden-Württembergu u katoličkoj obitelji. Otac mu je po zanimanju bio internist. Nakon položene mature u Gimnaziji u Hechingenu, upisuje odvjetnički smjer Pravnog fakulteta Sveučilišta u Bonnu i Tübingenu, gdje je 1960. položio državne ispite. Doktor prava postaje 1964. obranom doktorskog rada na Kölnskom sveučilištu.
Na područnim izborima 1968. izabran je za zastupnika u Državno vijeće Baden-Württemberga. Iste godine zapošljava se u Ministarstvu unutanjih poslova, gdje je od 1970. do 1974. bio službeni referent ministra Hansa-Dietricha Genschera.
Oženjen je i otac troje djece. Jedna od kćeriju poginula je u prometnoj nesreći 1997. godine.

## Vanjske poveznice
- Bibliografija (njem.) na stranicama Njemačke nacionalne knjižnice

|  | Zajednički poslužitelj ima još gradiva o temi Klaus Kinkel |